# 十和田火山
十和田（とわだ）または十和田火山（とわだかざん）は、青森県と秋田県の県境に位置する活火山である。

## 噴火
有史以降の日本最大の噴火(十世紀)とされている。

## 防災
2016年3月30日、十和田火山防災協議会が発足。同年12月1日より気象庁の常時観測火山となった。2018年1月24日、噴火を想定したハザードマップが公表された。2022年3月24日14時から、噴火警戒レベルの運用を開始した。